# Pearl Jam 2008 United States Tour
Pearl Jam 2008 United States Tour – amerykańska trasa koncertowa grupy Pearl Jam (trzynasta z kolei), w jej trakcie odbyło się trzynaście koncertów. Artystami supportującymi Pearl Jam byli Kings of Leon i Ted Leo and the Pharmatics

## Program koncertów

### Utwory Pearl Jam
1. "1/2 Full"
2. "Alive"
3. "All Night"
4. "Animal"
5. "Army Reserve"
6. "Bee Girl"
7. "Better Man"
8. "Big Wave"
9. "Black"
10. "Blood"
11. "Brain of J"
12. "Breakerfall"
13. "Can't Keep"
14. "Comatose"
15. "Come Back"
16. "Corduroy"
17. "Cropduster"
18. "Daughter"
19. "Dissident"
20. "Do the Evolution"
21. "Down"
22. "Education"
23. "Elderly Woman Behind the Counter in a Small Town"
24. "Evacuation"
25. "Even Flow"
26. "Faithfull"
27. "Footsteps"
28. "Garden"
29. "Given to Fly"
30. "Glorifield G"
31. "Go"
32. "God's Dice"
33. "Gone"
34. "Green Disease"
35. "Grievance"
36. "Guaranteed"
37. "Hail, Hail"
38. "Hard to Imagine"
39. "I Am Mine"
40. "I Got Id"
41. "I'm Open" (fragment)
42. "Immortality"
43. "In Hiding"
44. "Indiferrence"
45. "Inside Job"
46. "Insignificance"
47. "Jeremy"
48. "Last Exit"
49. "Leash"
50. "Life Wasted"
51. "Light Years"
52. "Long Road"
53. "Love Boat Captain" (fragment)
54. "Low Light"
55. "Lukin"
56. "Marker in the Sand"
57. "MFC"
58. "No More"
59. "Not for You"
60. "Nothing as It Seems"
61. "Nothingman"
62. "Oceans"
63. "Off He Goes"
64. "Once"
65. "Porsch"
66. "Present Tense"
67. "Rats"
68. "Rearviewmirror"
69. "Red Mosquito"
70. "Release"
71. "Satan's Bed"
72. "Save You"
73. "Severed Hand"
74. "Sleight of Hand"
75. "Smile"
76. "Sometimes"
77. "Spin the Black Circle"
78. "State of Love and Trust"
79. "Thin Air"
80. "U"
81. "Unemployable"
82. "W.M.A."
83. "Wash"
84. "Wasted Reprise"
85. "Whipping"
86. "Who You Are"
87. "Why Go"
88. "Wishlist"
89. "World Wide Suicide"
90. "Yellow Ledbetter"
91. "You Are"

### Covery innych wykonawców
1. "All Along the Watchtower" (Bob Dylan/Jimi Hendrix)
2. "Another Brick in the Wall" (Pink Floyd) (fragment)
3. "Atomic Dog" (George Clinton) (fragment)
4. "Baba O'Riley" (The Who)
5. "Black Diamond" (Kiss)
6. "Blitzkrieg Bop" (Ramones) (fragment)
7. "Crazy Mary" (Victoria Williams)
8. "Fuckin' Up" (Neil Young)
9. "I Believe in Miracles" (Ramones) (fragment)
10. "Last Kiss" (Wayne Cochran)
11. "Little Wing" (Jimi Hendrix)
12. "Love, Reign o'er Me" (The Who)
13. "Love Will Tear Us Apart" (Joy Division) (fragment)
14. "Modern Girl" (Sleater-Kinney) (fragment)
15. "Rains on Me" (Tom Waits) (fragment)
16. "Rockin' in the Free World" (Neil Young)
17. "Save it for Later" (The Beat) (fragment)
18. "The Star-Spangled Banner" (Francis Scott Key i John Stafford Smith)
19. "War" (Edwin Starr) (fragment)
20. "You've Got To Hide Your Love Away" (The Beatles)

## Lista koncertów
1. 11 czerwca 2008 - West Palm Beach, Floryda - Cruzan Amphitheatre
2. 12 czerwca 2008 - Tampa, Floryda - St. Pete Times Forum
3. 14 czerwca 2008 - Manchester, Tennessee - Bonnaroo
4. 16 czerwca 2008 - Columbia, Maryland - Colonial Center
5. 17 czerwca 2008 - Virginia Beach, Wirginia - Verizon Amphitheatre
6. 19 czerwca 2008 - Camden, New Jersey - Susquehanna Bank Center
7. 20 czerwca 2008 - Camden, New Jersey - Susquehanna Bank Center
8. 22 czerwca 2008 - Waszyngton - Verizon Center
9. 24 czerwca 2008 - New York City, Nowy Jork - Madison Square Garden
10. 25 czerwca 2008 - New York City, Nowy Jork - Madison Square Garden
11. 27 czerwca 2008 - Hartford, Connecticut - Dodge Amphitheater
12. 28 czerwca 2008 - Mansfield, Massachusetts - Comcast Center
13. 30 czerwca 2008 - Mansfield, Massachusetts - Comcast Center